# جوني كويست
جوني كويست (بالإنجليزية: The Real Adventures of Jonny Quest) مسلسل رسوم متحركة أمريكي من إنتاج شركة هانا-باربيرا عرض لأول مرة على قناة كرتون نتورك في 26 أغسطس 1996 واستمر عرضه حتى 16 أبريل 1997، استمرار المسلسل من سلسلة جوني كويست من عام 1964 و مغامرات جوني كويست الجديدة (1986)، تضم المغامرين المراهقين جوني كويست وهاجي سينغ وجيسي بانون وهم يرافقون الدكتور بينتون كويست والحارس الشخصي ريس بانون للتحقيق في الظواهر الغريبة والأساطير والغموض في أماكن غريبة تحدث الحركة أيضًا في العالم الافتراضي لـعالم كويست ، وهو ثلاثي الأبعاد مجال الفضاء السيبراني مع رسوم متحركة للكمبيوتر، عانت المغامرات الحقيقية التي تم تصورها في أوائل التسعينيات من تطور طويل ومضطرب، تمت دبلجة المسلسل للغة العربية بواسطة مركز الزهرة وعرض على قناة سبيس تون
>
.

## روابط خارجية
- جوني كويست على موقع IMDb (الإنجليزية)
- جوني كويست على موقع كينوبويسك (الروسية)
- جوني كويست على موقع قاعدة بيانات الفيلم (الإنجليزية)
- JQStyle, A different kind of Jonny Quest fan site.
- QuestFan, a series encyclopedia